# 2루타
야구에서 말하는 2루타(영어: double)는 타자가 투수의 공을 쳐서, 심판이 아웃을 선언하지 않은 상태에서 공을 친 타자가 2루까지 안전하게 도착하는 것을 의미한다.
공이 그라운드에 한 번 이상 닿고 펜스를 넘어가면 그라운드 룰 더블(Ground rule double)이 되어 역시 2루타가 된다.
KBO 리그에서 가장 많은 2루타를 기록한 선수는 전 삼성 라이온즈 소속 선수인 이승엽으로, 통산 464개의 2루타를 기록하고 있다.
또한 한 시즌 최다 2루타 기록은 2020년 키움 히어로즈 소속의 이정후로 49개다.
메이저리그의 한 시즌 최다 2루타 기록은 얼 웹의 67개로, 1931년에 기록했다.

## 특성
타자를 한방에 득점권으로 옮겨 다음 안타에 득점이 쉬워지는 장점이 있다. 실책으로 2루까지 진루 시 2루타로 기록되지 않고 1안타와 1실책(원히트 원에러)으로 기록된다.

## 같이 보기
- 단타
- 3루타
- 홈런